# Île de l’Empereur
Die Île de l’Empereur (sinngemäß aus dem Französischen übersetzt Kaiserpinguininsel), auch bekannt als Empereur Island, ist eine felsige Insel vor der Küste des ostantarktischen Adélielands. Sie liegt 350 m nordöstlich der Îlot Breton nördlich des Kap Margerie in der Einfahrt zum Port Martin.
Erste Luftaufnahmen der Insel entstanden bei der US-amerikanischen Operation Highjump (1946–1947). Teilnehmer einer von 1949 bis 1951 dauernden französischen Antarktisexpedition nahmen einer Kartierung vor und benannten sie. Namensgebend war der Umstand, dass der bei dieser Forschungsreise erste gefangene Kaiserpinguin (französisch manchot empereur) von dieser Insel stammte.